# Celia Wu Brading
Celia Wu Luy de Brading, es una historiadora, investigadora y traductora chino-peruana especializada en las relaciones anglo-peruanas.

## Biografía
Nacida en Lima en el seno de una familia china originaria del Hong Kong colonial, sus padres fueron Alberto Amey Wu y Carmen Luy (Wei Chen). Hermano suyo es el empresario y diplomático Jesús Wu Luy, ex-embajador del Perú en China.
Realizó sus estudios en la Facultad de Letras y Ciencias Humanas de la Pontificia Universidad Católica del Perú, donde obtuvo el bachillerato (1964) y el doctorado en Historia (1965), y en el Lucy Cavendish College de la Universidad de Cambridge, por la que obtuvo un Master of Philosophy (1981). Wu fue discípula de Félix Denegri Luna y de Jorge Basadre, con quien colaboró en la investigación de la Historia de la República.
En 1966, se casó con el historiador británico David A. Brading, con quien tuvo un único hijo: Christopher James Brading Wu-Luy.
Brading, reconocido mexicanista, es profesor emérito de Cambridge y fue durante muchos años director del Centro de Estudios Latinoamericanos de la misma universidad.
Gracias a una beca de la Unesco, trabajó para el Instituto de Estudios Histórico-Marítimos del Perú realizando una investigación en el Public Record Office de Londres sobre documentación peruana del siglo XIX (1976). Su trabajo en esa institución profundizó sus estudios sobre las primeras relaciones anglo-peruanas y la participación británica en la Guerra del Pacífico, por lo que, desde el Centro de Estudios Latinoamericanos de Cambridge, ha centrado su investigación en dichos temas y en la traducción de textos peruanos en archivos extranjeros.

## Publicaciones
- El caso Hidalgo y sus consecuencias en las relaciones anglo-peruanas (1830). 1964
- Introducción al estudio de Sir Belford Hinton Wilson. 1965
- Un análisis comparativo del costo de vida en diversas capitales de Hispanoamérica. 1969
- Population Growth and Crisis: León, 1720-1860 (junto a David Brading). 1971
- Archivos y bibliotecas en Gran Bretaña: selección de documentación naval para el Instituto de Estudios Histórico-Marítimos del Perú. 1976
- Testimonios británicos de la ocupación chilena de Lima: enero de 1881. 1986
- The Population of the City of Queretaro in 1791. 1986
- Dos mujeres republicanas. 1987
- La mariscala, el protector y la Gran Bretaña. 1989
- Generals and diplomats: Great Britain and Peru, 1820-1840. 1990
- Manuel Ferreyros y la patria peruana: epistolario, 1836-1839. 1991
- Apuntes de Belford Hinton Wilson sobre el puerto boliviano de Cobija: 1833. 1992
- Santiago Sierra: la diplomacia mexicana en América del Sur y la Guerra del Pacífico, 1878-1879. 1995
- El general José Félix Iguaín y la cuestión inglesa. 2000
- Tres testamentos republicanos. 2002
- Entre dos mundos: una infancia chino-peruana. 2013